# Episodi di Pennyworth (terza stagione)
La terza e ultima stagione della serie televisiva Pennyworth, nota anche come "The Origin of Batman's Butler", composta da 10 episodi, a differenza delle prime due stagioni viene distribuita negli Stati Uniti su HBO Max dal 6 ottobre 2022, con il rilascio dei primi tre episodi.
| n° | Titolo originale | Titolo italiano | Pubblicazione USA | Pubblicazione Italia |
| -- | ---------------- | --------------- | ----------------- | -------------------- |
| 1  | Well to Do       |                 | 6 ottobre 2022    |                      |
| 2  | Many Clouds      |                 | 6 ottobre 2022    |                      |
| 3  | Comply or Die    |                 | 6 ottobre 2022    |                      |
| 4  | Silver Birch     |                 | 13 ottobre 2022   |                      |
| 5  | Rhyme 'n' Reason |                 | 20 ottobre 2022   |                      |
| 6  | Hedgehunter      |                 | 27 ottobre 2022   |                      |
| 7  | Don't Push It    |                 | 3 novembre 2022   |                      |
| 8  | Red Marauder     |                 | 10 novembre 2022  |                      |
| 9  | Rag Trade        |                 | 17 novembre 2022  |                      |
| 10 | Highland Wedding |                 | 24 novembre 2022  |                      |

## Well to Do
- Titolo originale: Well to Do
- Diretto da: Rob Bailey
- Scritto da: Bruno Heller

### Trama
Con i poteri di Gully, ora chiamato Captain Blighty, la Lega vinse la guerra civile. 5 anni dopo, l'agenzia di sicurezza di Alfred si è espansa (con Daveboy e Bet Sykes) e sono emerse diverse nuove persone con poteri, che catturano per il ramo scientifico dell'MI5, per il quale Martha Wayne ora lavora come agente insieme a Lucius Fox. Thomas e Martha hanno una figlia di 5 anni di nome Samantha, a cui fa da baby sitter la signora Pennyworth. A quanto pare, una crisi nucleare tra Russia e USA è appena stata scongiurata (dove Kyiv e Miami sono state distrutte). Aziz è ancora primo ministro d'Inghilterra. Sandra ha continuato ad avere una carriera come famosa cantante pop.
Un medico taglia la gola a un uomo con un bisturi e scappa. L'MI5 identifica l'uomo come un agente della CIA, ma gli americani non si fanno avanti, il che significa che l'attività in cui si trovava era top secret. La tata di Jessica Thistle assume Alfred per cercare la ragazza scomparsa. La trovano nell'ashram di Sister Susie, una spacciatrice hippie, e la portano con sè per restituirla ai suoi genitori. Nel frattempo, Patrick Wayne, il padre di Thomas, che non vede da anni, si presenta per riunirsi con la sua famiglia, insieme alla sua ragazza Virginia Devereaux. Martha sospetta che ci sia dell'altro in questa visita. Bet Sykes è ancora sulle tracce di John Salt, che è scappato di prigione ed è scomparso. Rintraccia un ex leader della Raven Society e prende lei e suo marito in ostaggio nella loro casa, poi quando cercano di uccidere Bet, quest'ultima li uccide e prende il loro bambino, trovando anche un libro mastro con messaggi in codice. Il giorno successivo, Patrick chiede aiuto a Thomas per localizzare un dipendente della Waynetech, il dottor Glubb, che è scappato con inestimabili informazioni segrete aziendali. Patrick chiede l'aiuto di Martha, rivelando a Thomas (che non era a conoscenza) di essere in servizio attivo nell'MI5. Virginia castiga Patrick e lo minaccia di usare metodi più diretti. Quando riceve una chiamata che "la ragazza è in posizione", dà l'ordine di andare avanti. La mattina dopo, Jessica pugnala a morte i suoi genitori con un coltello, poi, stordita, va a casa di Alfred e crolla sulla porta.

## Many Clouds
- Titolo originale: Many Clouds
- Diretto da: Rob Bailey
- Scritto da: John Stephens

### Trama
Aziz interroga Alfred sull'omicidio e viene rivelato che la donna che lo ha assunto non era la vera tata. Thomas si confronta con Martha sul suo lavoro come agente sul campo, ma lei mente dicendo che il suo lavoro non è pericoloso. Thomas chiede ad Alfred di lavorare per suo padre e trovare il dottor Glubb. Mentre veglia sulla Jessica in coma in ospedale, Daveboy affronta e uccide un agente della CIA che stava cercando di rapirla. La falsa tata, un'attrice assunta, visita l'agenzia di Alfred, essendo stata accoltellata lungo la strada, rivelando che gli americani l'hanno assunta. Alfred e Daveboy trasferiscono Jessica nell'attico di Sandra per la custodia. La signora Pennyworth risponde a un annuncio sui giornali in cerca di compagnia, ma se ne va insultata quando l'uomo suggerisce di andare in un hotel per fare sesso. Seguendo un indizio dell’incenso sui vestiti dell'agente della CIA morto, Martha si infiltra nell'ashram di sorella Susie e la interroga. Le dice che è stata pagata dalla CIA per aiutare a condurre dei test su una nuova droga nella sua congrega, ma non ha mai visto alcun risultato. Gli agenti della CIA si presentano e uccidono sorella Susie, ma Alfred e Daveboy gli sparano prima che possano uccidere Martha che, però, trova una telecamera della Waynetech nascosta dietro uno specchio falso. Patrick parla con Thomas e gli racconta i dettagli: il dottor Glubb ha creato farmaci psicocinetici per la CIA durante l'operazione Lullaby State, che sono una forma di controllo mentale. Martha e Alfie si rendono conto che Jessica ha ucciso i suoi genitori sotto l'effetto di droghe, e qualcosa è stato usato per scatenarla - allo stesso tempo, quando una delle canzoni di Sandra viene suonata nel suo appartamento, Jessica va in trance e inizia a uccidere le persone presenti alla festa con un coltello. Viene uccida all’ultimo secondo da Daveboy prima che possa uccidere Sandra.

## Comply or Die
- Titolo originale: Comply or Die
- Diretto da: Jon East
- Scritto da: Robert Hull

### Trama
Sotto il falso fronte dell'MI5, Lucius fa visita alle persone con abilità speciali tenute lì. Gully, sentendosi giù e in gabbia, scappa usando Fox per aprire l'ascensore con lo scanner retinico. Alfred viene contattato dall'MI5 per riportarlo indietro. Martha e Thomas si scambiano informazioni e Thomas avvisa Patrick del fatto che Martha sa del coinvolgimento della CIA e dell'operazione "Lullaby State". Sentendosi responsabile della morte di Jessica, Daveboy partecipa al funerale dei suoi genitori, provocando una scenata quando cerca di fare un discorso mentre è ubriaco, ma impressionando una Sally Prufrock presente. Alfred trova Gully in un ufficio di scommesse sulle corse di cavalli e riesce a addolcirlo, quindi disabilitarlo con un interruttore d'emergenza sul retro della sua armatura. Tuttavia, i clienti, arrabbiati per aver perso una scommessa, li attaccano per cercare di vendere l'armatura di Gully: l'arrivo di Lucius dà ad Alfred il tempo di disarmarli. Gully rivela di essere ancora innamorato di Melanie e vuole scappare e trovarla. Alfred scopre che sua madre gli ha mentito ed è andata ad un appuntamento. Mentre è in un parco giochi con la signora Pennyworth e Samantha, Martha viene avvicinata dal dottor Glubb. Le dice che vuole lavorare per l'MI5 in cambio di denaro e protezione dagli americani. Rivela anche che ha cercato di fare lo stesso patto con i Thistles, che sono stati assassinati prima che potesse completarlo. Prima di partire bruscamente per sfuggire alla CIA, avverte Martha che Patrick Wayne non è quello di cui dovrebbe preoccuparsi. Virginia, che si rivela essere un agente della CIA, vede Martha andarsene e autorizza un'operazione per risolvere questioni in sospeso. Mentre parla con Thomas, lo droga e poi gli agenti lo portano via, tra le proteste impotenti di Patrick. Alfred fa visita a Sandra e la conforta. Thomas ritorna apparentemente ignaro di ciò che sta succedendo, tuttavia durante la cena riceve una telefonata in cui parte la canzone di Sandra. Thomas ha allucinazioni che Martha sia una sadica guardiana di una prigione, e la attacca e la pugnala, ma la signora Pennywort. lo mette fuori combattimento prima che possa ucciderla.

## Silver Birch
- Titolo originale: Silver Birch
- Diretto da: Jon East
- Scritto da: Hannah Boschi

### Trama
Thomas viene arrestato e imprigionato nella Torre di Londra, mentre Martha viene operata per salvarle la vita. Patrick Wayne assume Alfred per far evadere suo figlio e rimandarlo negli Stati Uniti, all'insaputa di Virginia, offrendo di pagare un milione di sterline. Alfred cerca inutilmente di spiegare ad Aziz che Thomas era sotto l'influenza di un farmaco per il controllo mentale. Al dottor Glubb, incapace di mettersi in contatto con Martha, viene offerto un accordo da una persona misteriosa tramite una cabina telefonica. Usando una pistola rampino e un grimaldello automatico sviluppato da Lucius, Alfred e Daveboy fanno uscire Thomas dalla Torre, diventando fuggitivi. Daveboy partecipa a una mostra in galleria su richiesta di Sally, con la quale ha trascorso una notte di sesso selvaggio, incontrando l'artista stravagante Francis Foulkes. Alfred porta Thomas a casa sua, interrompendo un appuntamento imbarazzante che stava avendo sua madre. Mentre Thomas si rifiuta di lasciare il paese senza la sua famiglia, Alfred affronta Patrick Wayne, scoprendo che Virginia è il suo gestore della CIA, una disertrice che vuole sviluppare ulteriormente i farmaci per il controllo mentale. Punta una pistola contro di loro e Patrick rivela che Virginia ha inviato agenti per uccidere Martha, ma poi la polizia arriva arrestando tutti, visto che Alfred li aveva chiamati in anticipo. Gli agenti della CIA trovano Aziz e la polizia che li aspettano all'ospedale, dove Martha ha portato a termine l'operazione in sicurezza. Alfred viene rilasciato e va nel suo ufficio, trova lì Sandra e finiscono per dormire insieme.
Nel frattempo, un Dr. Glubb legato incontra il suo misterioso alleato, un uomo che indossa una maschera di Guy Fawkes.

## Rhyme 'n' Reason
- Titolo originale: Rhyme 'n' Reason
- Diretto da: Jill Robertson
- Scritto da: Robert Hull

### Trama
La relazione di Thomas e Martha è tesa a causa del tentato omicidio causato dal controllo mentale, ecco perché dormono in stanze separate. Patricia, la sorella di Thomas, arriva inaspettatamente, alloggiando presso i Wayne, e dopo che Thomas le ha raccontato gli eventi e come si sente riguardo al comportamento del padre, decide di partire per Gotham per affrontarlo, prendendo la sua pistola. Il primo ministro Aziz assume Alfred per fare controllare Zahra Khin, la leader ribelle dell'ex colonia britannica Kalpoor che è a Londra per il vertice ma non è ufficialmente sostenuta dal governo britannico. Dopo aver sventato un attentato alla sua vita, Alfred la porta al suo bar, dove svelano che il suo capo della sicurezza era un traditore e lo consegnano legato e imbavagliato al presidente di Kalpoor. Bet Sykes rintraccia la signora Gaunt, che ora lavora come medico. Quest'ultima cerca di dissuaderla dalla vendetta contro John Salt e le propone di portarle via il bambino in cambio di Salt, ma lei rifiuta. La signora Gaunt le dice comunque dove può trovare John Salt, ma le chiede di ridurre al minimo lo spargimento di sangue. La signora Pennyworth si riconnette con Roger, il suo appuntamento dell'ultima volta: i due si incontrano e ballano insieme. Daveboy partecipa a una nuova mostra d'arte su richiesta di Sally, organizzata da Francis Foulkes, dove la vernice viene versata su tele vuote e sugli ospiti. Sally convince Daveboy a prendere una droga con lei che "collegherebbe i loro sogni". Viene rivelato che il dottor Glubb lavora per Foulkes, che è l'uomo con la maschera a V, e ha concesso il "Lullaby State" per selezionare gli ospiti alla festa per un motivo sconosciuto. Glubb lo avverte che senza dare ai soggetti istruzioni concrete, non si sa come avrà effetto il farmaco, che è ciò a cui punta Foulkes. Alfred accompagna Zahra nella sua stanza d'albergo: i due parlano e finiscono per fare sesso, con lei che rivela di essere a Londra perché ha ricevuto informazioni riguardanti suo padre, assassinato 10 anni fa, che sarebbe ancora vivo. Alfred torna al pub e dice a un Daveboy, ancora sotto effetto della droga, che sono stati loro a rapire il padre di Zahra. Nel frattempo, Bet Sykes rintraccia e spara più volte a un Salt imperturbato, che si rialza di nuovo, rivelando che ora è un cyborg: Bet viene fatta prigioniera.

## Hedgehunter
- Titolo originale: Hedgehunter
- Diretto da: Jill Ribertson
- Scritto da: John Stephens

### Trama
In un flashback, vediamo come il padre di Zahra è stato rapito, con un suo caro amico che lo ha tradito per darlo in mando ad Alfred. Nel presente, Alfred e Zahra si preparano a incontrare l'uomo che offre informazioni su dove si trova suo padre. A Gotham, Thomas arriva alla villa di Patrick Wayne e affronta suo padre, che non cerca di scusarsi per le sue azioni, ma rassicura di amare suo figlio. Alfred affronta Aziz, consapevole del fatto che 10 anni fa hanno rapito il padre di Zahra per l'MI6, e quindi l'intelligence britannica lo vorrebbe oggi, ma nega di conoscere alcun complotto. Alfred minaccia di rompere i legami con lui dopo quest'ultimo lavoro. Nel frattempo, Bet viene interrogata da Salt che rivela che anche lui ha sviluppato un supersoldato come il Capitano Blighty. Dopo aver minacciato di uccidere la bambina, scopre che Francis Gaunt lo ha tradito e ordina l'esecuzione di Bet, ma lei scappa. Daveboy, ancora fatto di droga, mangia una lettera inviata da Sandra ad Alfred. Alfred va a casa per la sua pistola di scorta e trova sua madre e Roger insieme, cosa che lo sorprende. Dopo aver trovato una stanza piena di bambini tutti appartenenti a Salt, Bet trova la sua bambina, Julie, ma viene pugnalata alla schiena da Salt. Bet, ferita, colpisce Salt con la sua stessa lama che attraversa il suo cuore, apparentemente uccidendolo. Alfred e Zahra incontrano il contatto, che le dice che suo padre si trova in una prigione segreta di un'isola alle Ebridi, e se lei avesse dato il nome di tutti i suoi principali sostenitori al presidente di Kalpoor, il governo britannico lo rilascerebbe. Alfred non è d'accordo, dicendo che questa è una trappola ed è stata manipolata, ma l'uomo lo riconosce e dice a Zahra come è stato Alfred a rapire suo padre, qualcosa che Alfred ammette. Dopo una situazione di stallo tesa, Zahra spara invece al contatto, ma poi rompe con Alfred dicendogli che non vuole rivederlo mai più. Una Bet morente lascia la bambina su un autobus mentre soccombe alle sue ferite. Mentre gli effetti della droga svaniscono, Daveboy si rende conto che non riesce a ricordare gli eventi degli ultimi 2 giorni, quando Alfred gli dice che andranno alle Ebridi per eseguire un'evasione dalla prigione. A Gotham, Patrick Wayne lascia un bar e una figura mascherata gli spara a morte in un vicolo, figura che si rivela essere suo figlio Thomas.

## Don't Push It
- Titolo originale: Don't Push It
- Diretto da: Danny Cannon
- Scritto da: John Stephens

## Red Marauder
- Titolo originale: Red Marauder
- Diretto da: Sheree Folkson
- Scritto da: Hannah Boschi

## Rag Trade
- Titolo originale: Rag Trade
- Diretto da: Rob Bailey
- Scritto da: Robert Hull

## Highland Wedding
- Titolo originale: Highland Wedding
- Diretto da: Rob Bailey
- Scritto da: Bruno Heller